# Tour der walisischen Rugby-Union-Nationalmannschaft nach Namibia 1990
| Tour der Waliser nach Namibia 1990 | Tour der Waliser nach Namibia 1990 | Tour der Waliser nach Namibia 1990 | Tour der Waliser nach Namibia 1990 | Tour der Waliser nach Namibia 1990 |
| Übersicht                          | S                                  | G                                  | U                                  | N                                  |
| ---------------------------------- | ---------------------------------- | ---------------------------------- | ---------------------------------- | ---------------------------------- |
| Test Matches                       | 2                                  | 2                                  | 0                                  | 0                                  |
| Sonstige Spiele                    | 4                                  | 4                                  | 0                                  | 0                                  |
| Gesamt                             | 6                                  | 6                                  | 0                                  | 0                                  |
|                                    |                                    |                                    |                                    |                                    |
| Namibia                            | 2                                  | 2                                  | 0                                  | 0                                  |

Die Tour der walisischen Rugby-Union-Nationalmannschaft nach Namibia 1990 umfasste eine Reihe von Freundschaftsspielen der walisischen Rugby-Union-Nationalmannschaft. Sie reiste im Mai und Juni 1990 durch das eben erst unabhängig gewordene Namibia und bestritt während dieser Zeit sechs Spiele. Darunter waren zwei Test Matches gegen die namibische Nationalmannschaft, hinzu kamen vier Spiele gegen Auswahlteams. In allen Partien gingen die Waliser als Sieger vom Platz.

## Spielplan
- Hintergrundfarbe grün = Sieg

(Test Matches sind grau unterlegt; Ergebnisse aus der Sicht von Wales)
| # | Datum         | Gegner          | Ort        | Stadion            | Ergebnis |
| - | ------------- | --------------- | ---------- | ------------------ | -------- |
| 1 | 23. Mai 1990  | Welwitschias    | Swakopmund |                    | 73:0     |
| 2 | 26. Mai 1990  | Namibia B       | Windhoek   | South West Stadium | 35:18    |
| 3 | 29. Mai 1990  | Central Region  | Windhoek   | South West Stadium | 43:6     |
| 4 | 02. Juni 1990 | Namibia         | Windhoek   | South West Stadium | 19:8     |
| 5 | 05. Juni 1990 | Northern Region | Tsumeb     |                    | 67:9     |
| 6 | 11. Juni 1990 | Namibia         | Windhoek   | South West Stadium | 34:30    |

## Test Matches
| 2. Juni 1990 | Namibia                                                   | 9 : 18        | Wales                                                                         | South West Stadium, Windhoek Schiedsrichter: Fred Howard (England) |
| 2. Juni 1990 | Versuche: Mans Erhöhungen: McCulley Straftritte: McCulley | (3:9) Bericht | Versuche: Bridges Thorburn Erhöhungen: Thorburn (2) Straftritte: Thorburn (2) | South West Stadium, Windhoek Schiedsrichter: Fred Howard (England) |

Aufstellungen:
- Namibia: Barries Barnard, Basie Buitendag, Cassie Derks, Johan Deysel, Vince du Toit, Manie Grobler, Sarel Losper, Gerhard Mans , Shaun McCulley, Theo Oosthuizen, Alex Skinner, Stephan Smith, Andre Stoop, Ben Swartz, Arra van der Merwe
- Wales: Paul Arnold, Allan Bateman, Chris Bridges, Tony Clement, Steve Ford, Mike Griffiths, Arthur Jones, Mark Jones, Paul Knight, Glyn Llewellyn, Martyn Morris, Kevin Phillips , Alan Reynolds, Mark Ring, Paul Thorburn 
 Auswechselspieler: Stuart Parfitt

| 11. Juni 1990 | Namibia | 30 : 34         | Wales | South West Stadium, Windhoek Schiedsrichter: Fred Howard (England) |
| 11. Juni 1990 | Versuche: Mans Swartz (2) Erhöhungen: Coetzee (2) McCulley Straftritte: Coetzee McCulley (2) Dropgoals: Coetzee | (15:18) Bericht | Versuche: A. Jones (2) O. Williams Strafversuch Erhöhungen: Thorburn (3) Straftritte: Thorburn (3) Dropgoals: Clement | South West Stadium, Windhoek Schiedsrichter: Fred Howard (England) |

Aufstellungen:
- Namibia: Barries Barnard, Basie Buitendag, Jaco Coetzee, Cassie Derks, Johan Deysel, Vince du Toit, Manie Grobler, Sarel Losper, Gerhard Mans , Shaun McCulley, Theo Oosthuizen, Alex Skinner, Stephan Smith, Ben Swartz, Arra van der Merwe 
 Auswechselspieler: Jasper Coetzee
- Wales: Paul Arnold, Allan Bateman, Chris Bridges, Tony Clement, Steve Ford, Mike Griffiths, Arthur Jones, Mark Jones, Paul Knight, Glyn Llewellyn, Martyn Morris, Kevin Phillips , Mark Ring, Paul Thorburn, Owain Williams 
 Auswechselspieler: Aled Williams, Alan Reynolds